# Реброво
Ребрòво е село в Западна България. То се намира в Община Своге, Софийска област.

## География
Село Реброво се намира на 23 km северно от центъра на град София в планински район (Софийска планина част от Стара планина) по поречието на река Искър. Предпочитано място за софиянци, които искат да живеят сред природата. Районът е известен и с изключителен чистия въздух, лекуващ редица заболявания. Реброво от 2005 г. насам се очертава заедно със селата Владо Тричков и Луково, като алтернатива за един по-добър живот до София.

## История
Според разказа на Иван Вазов „Нощ във вълшебен замък“, написан през 1894 г., на това място, обозначено на картата като Реброво, е имало само един хан, обслужван от възрастно семейство.

## Културни и природни забележителности
Природна забележителност в местността „Кори“ е изворът с желязната вода.

## Редовни събития
Всеки Великден се провежда селски събор

## Други
Морският нос Реброво на остров Сноу в Антарктика е наименуван в чест на селището.